# Sapekhburto K'lubi Dila Gori 2011-2012
Questa voce raccoglie le informazioni riguardanti il Sapekhburto K'lubi Dila Gori nelle competizioni ufficiali della stagione 2011-2012.

## Stagione
Nella stagione 2011-2012 il Dila Gori ha disputato la Umaglesi Liga, massima serie del campionato georgiano di calcio, terminando il torneo al quinto posto con 37 punti conquistati in 28 giornate, frutto di 10 vittorie, 7 pareggi e 11 sconfitte. In Sakartvelos tasi è sceso in campo sin dal primo turno, arrivando sino in finale dove ha sconfitto il Zest'aponi per 4-1, vincendo il trofeo per la prima volta nella sua storia. Grazie a questo successo si è qualificato al secondo turno preliminare della UEFA Europa League 2012-2013.

## Rosa
| N. |                    | Ruolo | Calciatore            |
| -- | ------------------ | ----- | --------------------- |
| 1  | Georgia (bandiera) | P     | Mirza Merlani         |
| 2  | Georgia (bandiera) | D     | Davit Bakradze        |
| 3  | Georgia (bandiera) | D     | Davit Chitanava       |
| 3  | Georgia (bandiera) | D     | Lasha Salukvadze      |
| 4  | Georgia (bandiera) | D     | Levan Chagelishvili   |
| 5  | Georgia (bandiera) | D     | Nodar Machavariani    |
| 6  | Georgia (bandiera) | C     | Irakli Beraia         |
| 7  | Georgia (bandiera) | D     | Kakhaber Aladashvili  |
| 8  | Georgia (bandiera) | C     | Roman Akhalkatsi      |
| 9  | Georgia (bandiera) | C     | Roman Goginashvili    |
| 10 | Georgia (bandiera) | A     | Davit Chagelishvili   |
| 11 | Georgia (bandiera) | C     | Vladimer Jojua        |
| 11 | Georgia (bandiera) | A     | Mate Vatsadze         |
| 13 | Georgia (bandiera) | C     | Nodar Nozadze         |
| 13 | Georgia (bandiera) | D     | Ivane Kandelaki       |
| 16 | Georgia (bandiera) | C     | Nikoloz Sadaghashvili |
| 17 | Georgia (bandiera) | C     | Tornike Stepniashvili |
| 17 | Georgia (bandiera) | C     | Aleksandre Guruli     |
| 18 | Georgia (bandiera) | D     | Givi Karkusashvili    |
| 19 | Georgia (bandiera) | A     | Gia Todua             |
| 20 | Georgia (bandiera) | C     | Valter Khorguashvili  |
| 21 | Georgia (bandiera) | D     | Ilia Lomidze          |

| N. |                    | Ruolo | Calciatore             |
| -- | ------------------ | ----- | ---------------------- |
| 23 | Georgia (bandiera) | C     | Pavle Khorguashvili    |
| 24 | Georgia (bandiera) | D     | Aleksandre Intskirveli |
| 25 | Georgia (bandiera) | D     | Davit Megrelishvili    |
| 27 | Georgia (bandiera) | C     | Giga Betchvaia         |
| 32 | Georgia (bandiera) | P     | Beka Shekriladze       |
| 37 | Georgia (bandiera) | D     | Shota Kashia           |
| 73 | Georgia (bandiera) | A     | Revaz Barabadze        |
| 77 | Georgia (bandiera) | A     | Giorgi Iluridze        |
| 87 | Georgia (bandiera) | C     | Georgi Kakhelishvili   |
| 88 | Georgia (bandiera) | D     | Lasha Totadze          |
| 90 | Georgia (bandiera) | D     | Oleg Gvelesiani        |
| 90 | Georgia (bandiera) | C     | Giorgi Khubua          |
| 99 | Georgia (bandiera) | C     | Gocha Khojava          |
|    | Croazia (bandiera) | P     | Marin Skender          |
|    | Georgia (bandiera) | C     | Zurab Arziani          |
|    | Georgia (bandiera) | C     | Irakli Lekvtadze       |
|    | Georgia (bandiera) | C     | Vazha Nemsadze         |
|    | Georgia (bandiera) | C     | Davit Razhamashvili    |
|    | Georgia (bandiera) | C     | Temur Shatirishvili    |
|    | Russia (bandiera)  | A     | Rezo Džikija           |
|    | Georgia (bandiera) | A     | Vepkhvia Muradashvili  |

## Risultati

### Sakartvelos tasi

#### Finale
| Arbitro: | Levan Kvaratskhelia |

|                                                                |           |               |
| Khojava 31’ (rig.) Vatsadze 48’ Iluridze 64’ Intskirveli 90+3’ | Marcatori | 13’ Aptsiauri |

## Statistiche

### Statistiche di squadra
| Competizione               | Punti | In casa | In casa | In casa | In casa | In casa | In casa | In trasferta | In trasferta | In trasferta | In trasferta | In trasferta | In trasferta | Totale | Totale | Totale | Totale | Totale | Totale | DR  |
| Competizione               | Punti | G       | V       | N       | P       | Gf      | Gs      | G            | V            | N            | P            | Gf           | Gs           | G      | V      | N      | P      | Gf     | Gs     | DR  |
| -------------------------- | ----- | ------- | ------- | ------- | ------- | ------- | ------- | ------------ | ------------ | ------------ | ------------ | ------------ | ------------ | ------ | ------ | ------ | ------ | ------ | ------ | --- |
| Umaglesi Liga              | 26    | 11      | 4       | 2       | 5       | 11      | 11      | 11           | 3            | 3            | 5            | 18           | 17           | 22     | 7      | 5      | 10     | 29     | 28     | +1  |
| Umaglesi Liga seconda fase | 37    | 7       | 4       | 1       | 2       | 14      | 7       | 7            | 2            | 3            | 2            | 8            | 8            | 28     | 10     | 7      | 11     | 38     | 32     | +6  |
| Sakartvelos tasi           | -     | 4       | 2       | 1       | 1       | 8       | 3       | 4            | 2            | 2            | 0            | 8            | 5            | 9      | 5      | 3      | 1      | 20     | 9      | +11 |
| Totale                     | -     | 22      | 10      | 4       | 8       | 33      | 21      | 22           | 7            | 8            | 7            | 34           | 30           | 45     | 18     | 12     | 15     | 71     | 52     | +19 |